# Šarce
Šarce (také Junction Peak) je vrchol vysoký 7 457 m n. m. (7 502 m dle jiných zdrojů) nacházející se v pohoří Himálaj na hranicích mezi Nepálem a Čínskou lidovou republikou.

## Charakteristika
Vzhledem k malé topografické prominenci pouhých 187 metrů se nepovažuje za samostatnou horu. Leží v pokračování hřebene Lhotse – Nuptse, asi 4 km východně od Lhotse Šar (8 415 m). Šarce se nachází na hřebeni v místě, kde se hřeben dělí směrem na jih (odtud anglický název Junction Peak). Na východ pokračuje hřeben k Makalu a na jih vede další hřeben k vrcholu Baruntse.

## Prvovýstup
Prvovýstup na Šarce byl proveden v roce 1974 jako součást německé expedice Everest – Lhotse. Němec Hermann Warth a Rakušan Kurt Diemberger dosáhli vrcholu 23. května.